# Ancylostemon trichanthus
Ancylostemon trichanthus là một loài thực vật có hoa trong họ Tai voi. Loài này được Burtt & R.A.Davidson mô tả khoa học đầu tiên năm 1954.